# François Joinville
François Joinville, s polnim nazivom François-Ferdinand-Philippe-Louis-Marie d'Orléans, prince de Joinville, francoski admiral, * 14. avgust 1818, Neuilly-sur-Seine, † 16. junij 1900, Pariz.